# گورستان گراخک
قبرستان گراخک مربوط به دوره صفوی - دوره قاجار است و در شهرستان طرقبه شاندیز، روستای گراخک واقع شده و این اثر در تاریخ ۱۹ مرداد ۱۳۸۴ با شمارهٔ ثبت ۱۲۹۴۷ به‌عنوان یکی از آثار ملی ایران به ثبت رسیده است. این روستا دارای ۲ قبرستان است که قدمت قبرستان کهن تر بیش از ۷۰۰ سال تخمین زده شده است و در جنوب غربی روستا واقع گردیده است.